# Furo Nobuyuki
Nobuyuki Furo (sinh ngày 1 tháng 1 năm 1980) là một cầu thủ bóng đá người Nhật Bản.

## Sự nghiệp câu lạc bộ
Nobuyuki Furo đã từng chơi cho Vissel Kobe.